# Enicospilus nigricornis
Enicospilus nigricornis är en stekelart som först beskrevs av Brulle 1846.  Enicospilus nigricornis ingår i släktet Enicospilus och familjen brokparasitsteklar. Inga underarter finns listade i Catalogue of Life.